# Poveri milionari
Poveri milionari è un film del 1959 diretto da Dino Risi.
È il terzo film della trilogia che comprende anche Poveri ma belli e Belle ma povere, entrambi del 1957.

## Trama

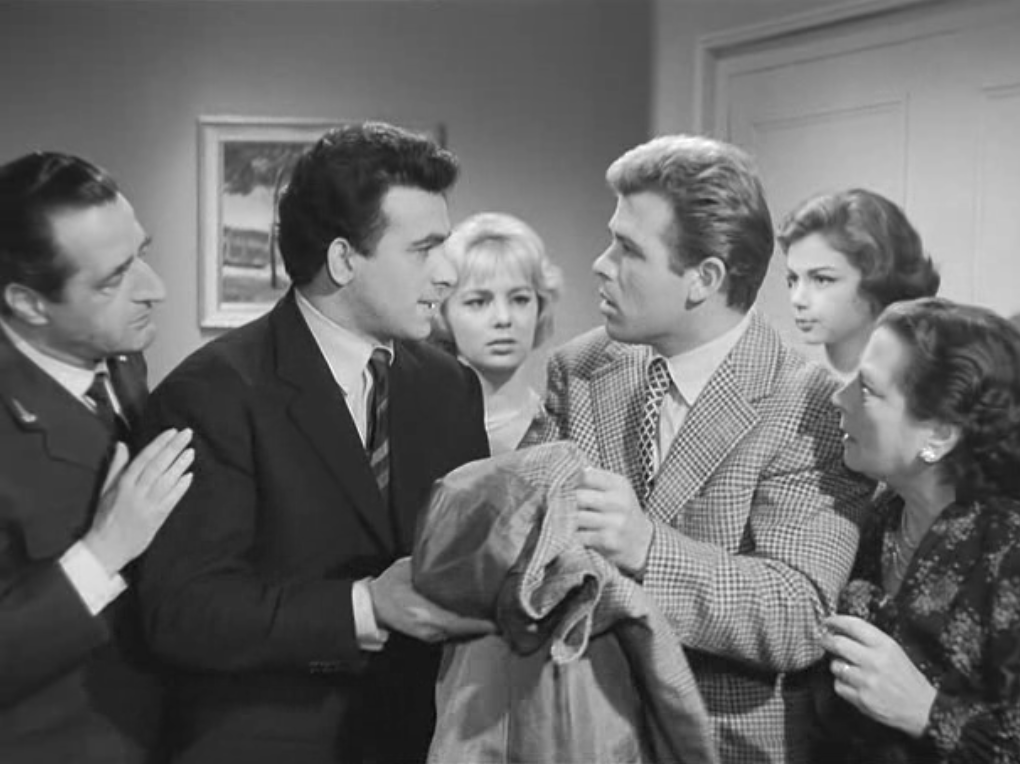
Un fotogramma del film

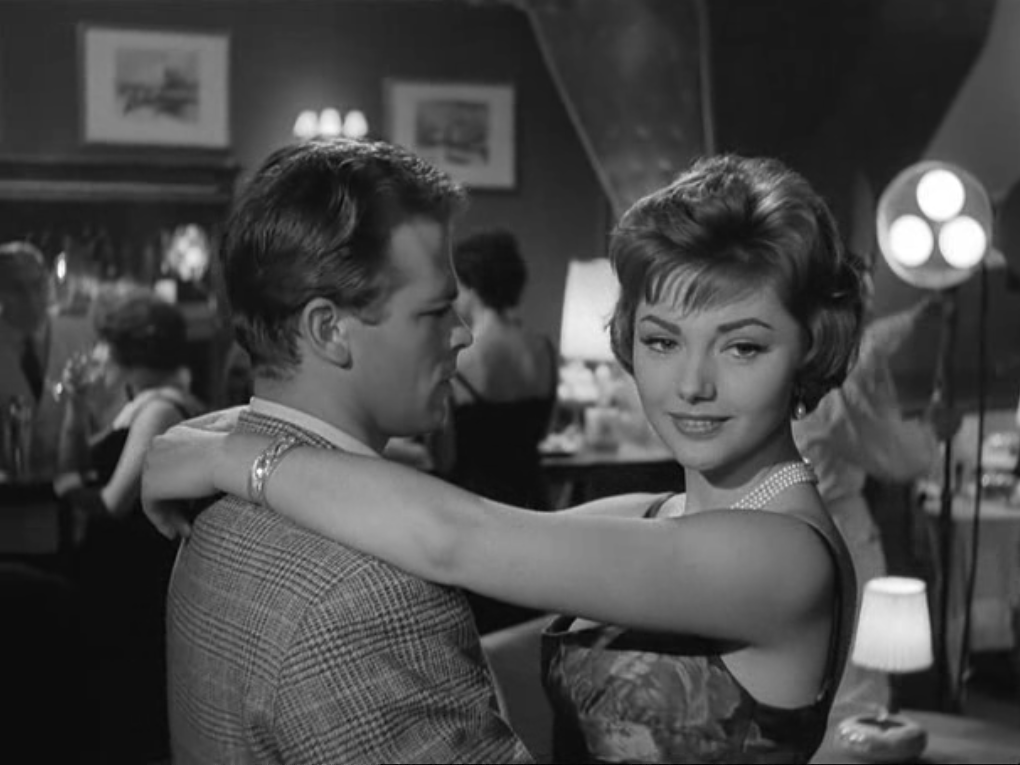
Salvatori e Koscina in una scena del film

Romolo, Annamaria, Salvatore e Marisa, finalmente sposati, sono in procinto di partire per il viaggio di nozze; ma la prevista settimana a Firenze sfuma e la sera stessa si ritrovano nella nuova casa presa in affitto da Romolo, un seminterrato nella periferia romana, dove intendono vivere tutti e quattro per limitare le spese. Ben presto giunge la notizia che Salvatore è stato licenziato e vengono consegnati a casa due letti per bambini, che lo stesso Salvatore aveva ordinato per sbaglio invece di quelli per sé e Marisa.
Segue una lite fra i due e la ragazza, già stanca dell'inconcludenza del marito, dichiara di volersi separare. Salvatore si allontana di casa prendendo con sé per errore la giacca di Romolo, che contiene 300 000 lire; in strada viene investito da Alice, una giovane ricca ed eccentrica, e per il trauma perde la memoria. Alice si invaghisce dello sconosciuto, lo porta con sé in un locale, dove lui sperpera i risparmi di Romolo, poi nella sua villa e gli offre un lavoro ben retribuito, come direttore generale del grande magazzino di cui è proprietaria. Al lavoro Salvatore non riconosce il suo amico, si indispettisce per la confidenza che lui si prende e propone il suo licenziamento; poi però, incontrando Marisa, la trova adatta per interpretare la moglie ideale nella vetrina animata del grande magazzino, l'ultima trovata pubblicitaria: una ragazza dal volto piacevole deve muoversi fra i mobili esposti in vetrina.
In breve Marisa e Salvatore si scoprono innamorati, ma lei non può rivelargli di essere sua moglie, in quanto, a detta dello psichiatra, è consigliabile che l'amnesico recuperi la memoria da solo. Anche un invito a casa con la presenza dei genitori non ha successo, ma Salvatore, uscendo, sbatte di nuovo la testa e torna a ricordare chi è. Lui e Marisa fanno pace, ma Alice, delusa vedendo che il suo sentimento non è ricambiato, decide di rimuoverlo dal posto di direttore generale. Alla notifica si aggiungono il licenziamento di Romolo e l'intimazione di sfratto dalla casa nuova per morosità, ma anche una bella notizia: Annamaria e Marisa sono entrambe incinte. I quattro amici decidono di lasciare la periferia e di tornare ad abitare a Piazza Navona presso i genitori.